# 圆齿委陵菜
圆齿委陵菜（学名：Potentilla crenulata）为蔷薇科委陵菜属的植物，为中国的特有植物。分布在中国大陆的云南等地，生长于海拔2,750米的地区，一般生长在山坡向阳处及杂草草甸，目前尚未由人工引种栽培。